# Saavedra (Chubut)
Saavedra es un barrio comodorense del Departamento Escalante, en la Provincia del Chubut. Por su distancia respecto del centro del aglomerado urbano tiene tratamiento especial respecto de otros barrios como localidad.

## Población
Cuenta con 997 habitantes (Indec, 2001), integra el aglomerado urbano de Comodoro Rivadavia - Rada Tilly.

## Descripción

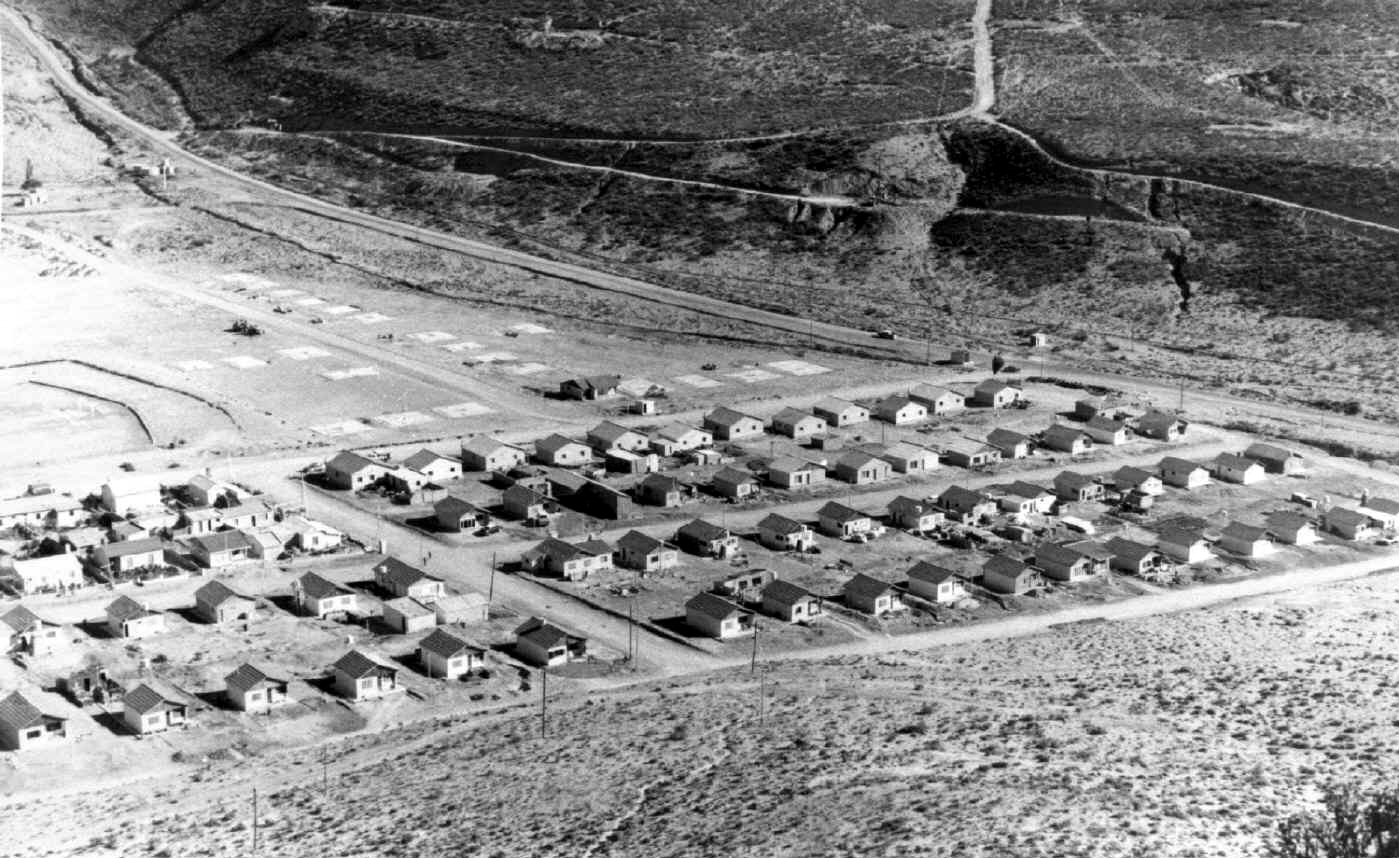
El barrio Saavedra durante sus primeros años como campamento petrolero.

Saavedra se sitúa como un barrio de Comodoro Rivadavia en la zona norte de su ejido urbano, en el pasado tenía independencia respecto de la ciudad petrolera como campamento petrolero y yacimiento de la ex YPF.
Antiguamente, estaba aislada y la expansión de Comodoro la unificó. Primero fue alcanzada por el crecimiento desmesurado del barrio General Mosconi sumada a la falta de tierras, que produjo que este barrio deje casi unidos a sus barrios vecinos, entre ellos a Saavedra. En el transcurso de la última década fue conectada con la zona sur de la ciudad por el camino alternativo que lleva el nombre del gobernador Roque González. Cambiando su antiguo aspecto de pueblo por el de barrio.
Se localiza a continuación del barrio Divina Providencia (General Mosconi) y casi en frente al barrio residencial Médanos (Villa S.U.P.E.). Sus límites, por la expansión de General Mosconi, están casi confundidos con este.
El atractivo más llamativo de dicho barrio es el Parque Saavedra, un parque cerrado al pie del cerro Viteau que además posee en su cima molinos que son parte del Parque eólico Antonio Morán.

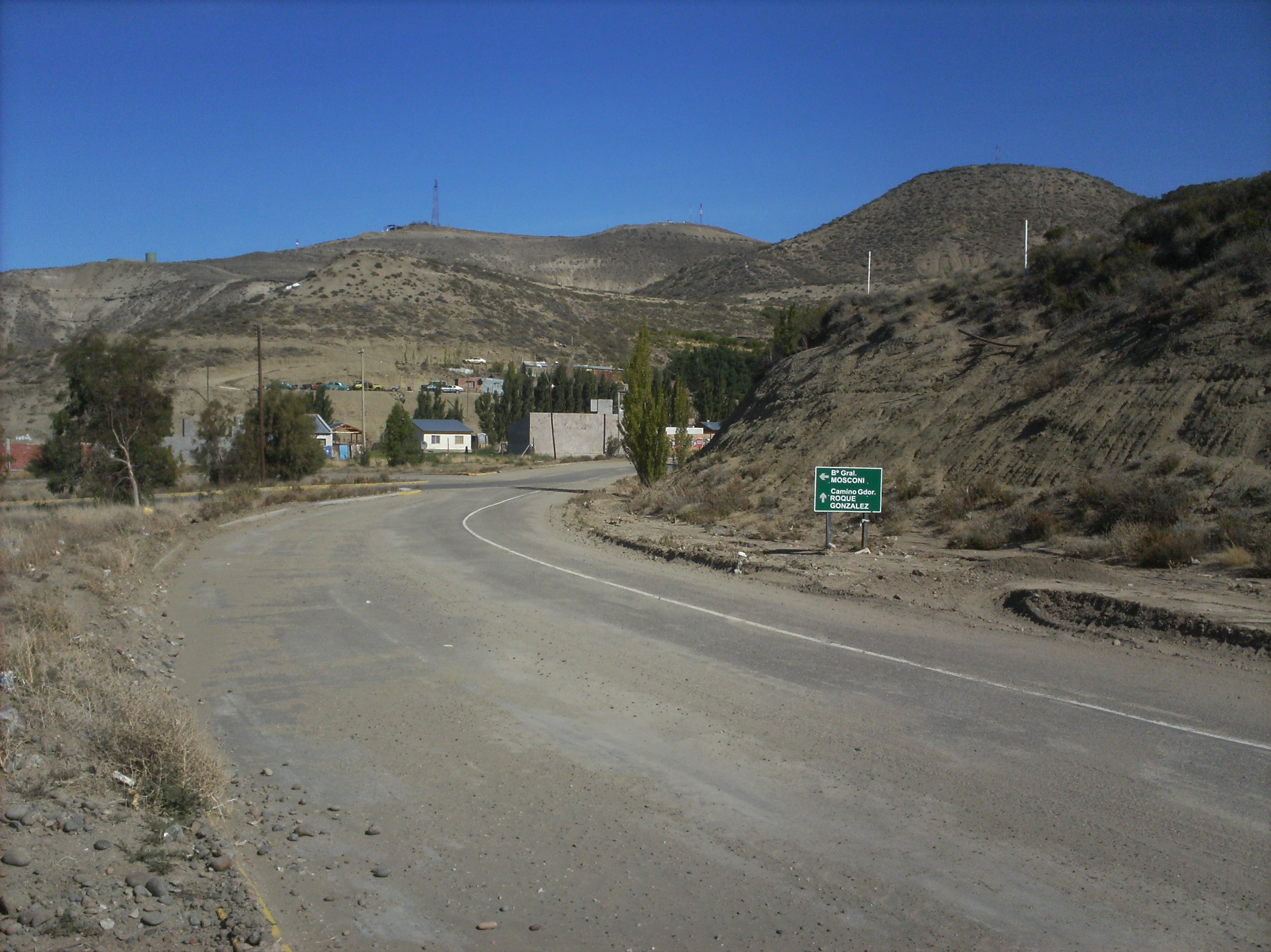
El barrio atravesado por el camino alternativo, desde esta perspectiva se observa parte del barrio en forma de chacras.

## Historia
El Barrio nació gracias al parque que fuera diseñado por la Comisión de Parques y Jardines de la empresa petrolera estatal Y.P.F. como parte de una red de servicios educativos, recreativos, sociales y de la salud vinculados a un sistema productivo, el petrolero, que exigía de la contención de sus trabajadores y empleados en espacios aislados próximos a los pozos. El Parque “Cornelio Saavedra” fue construido en 1937 Y.P.F. Estuvo a cargo de la obra la Comisión de Parques y Jardines, que dependía a su vez de la Superintendencia del Servicio General de la Administración del Yacimiento. Se trataba en ese tiempo de un parque de 240 metros cuadrados, que fue emplazado junto al pozo N° 363.
Durante años el parque fue un espacio de sociabilidad y recreación de los trabajadores ypefianos y sus familias. Fue el lugar de bailes, kermeses y esparcimiento en general. Era un lugar estratégico para YPF no solo para recreación de los trabajo, sino porque en el se hallaban viveros y una caballería donde permanecían apostados los caballos de los recorredores de pozos. La fuerte presencia de la identidad ypefiana se plasmaba con un laberinto de tamariscos que formaba la sigla YPF visible desde lo alto de los cerros.
El periodo de YPF acabó a fines de la década del 1960, cuando los barrios de zona norte comenzaron a incluirse en la jurisdicción de la ciudad. Comodoro se integraba en su totalidad y así nació, en 1968, la Asociación Vecinal del barrio Saavedra.
En 1969 YPF transfirió a título gratuito arboledas, sembrados, lugares de camping y otras mejorasen comodato todas las demás instalaciones fijas. Sin embargo, hubo abandono municipal y deterioro del parque. Hasta que fue cedido a la Asociación Mutual de YPF, que en 1986 firmó un comodato con el municipio para realizar una serie de actividades para niños. Los nuevos administradores abrieron el único zoológico  que funcionó en la ciudad entre 1989 y 1996. Su idea era que los niños se relacionen y conozcan al fauna local. Entre los animales se hallaban guanacos, un puma, un búho, águilas, un cóndor, zorros grises y colorados, algunos ciervos rojos, patos, ñandúes, un ciervo albino, jabalíes, chivos, corderos y liebres patagónicas. La proveeduría de YPF proveía la carne y los forrajes necesarios para mantener a los animales. Sin embargo, en 1991, la cantidad de especies se redujo. La causa fue la mortalidad de algunos de ellos y los problemas que tuvo que afrontar la Asociación Mutual de YPF para el sostenimiento de la actividad. Es que, además de la alimentación, se debía costear la seguridad y los cuidadores. El cierre del mini zoológico devino cuando se transparentó que muchos animales no estaban bien cuidados. Esa situación produjo la intervención de la Dirección de Fauna Silvestre y Ambiente de Rawson y el posterior traslado de los animales al zoológico de la capital provincial.
Luego, a partir de la privatización de YPF, en 1995, fue transferido en su totalidad de manera definitiva y a título gratuito a la Municipalidad de Comodoro Rivadavia. Desde su cesión al municipio los vecinos y el club de deportivo Saavedra lo pidieron pero no llegaron a un acuerdo para hacer un comodato. Finalmente, la municipalidad lo entregó en comodato al Centro de Empleados de Comercio de la ciudad, en 2005, con la condición de que cumpliera el “Proyecto de recuperación del Parque Saavedra” que consistía en la preservación de especies y de las mejoras existentes durante un plazo de 10 años. El convenio provocó reacciones, reflexiones y valoraciones de ex ypefeanos, convirtiéndolo en objeto de mirada y de disputa simbólica y legal. Una vecina presentaba una acción de amparo ante el Convenio de Comodato. La disputa legal se resolvió con la desestimación de dicha acción por parte del juez en 2007. En 2008, como una forma de proteger su historia, el parque fue declarado Patrimonio Histórico, Cultural y Natural de la ciudad y en 2016 integró el listado de bienes protegidos, reconociéndose como uno de los patrimonios que, por sus características, debe ser custodiado..
El Convenio de Comodato dura hasta el año 2042.

## Galería

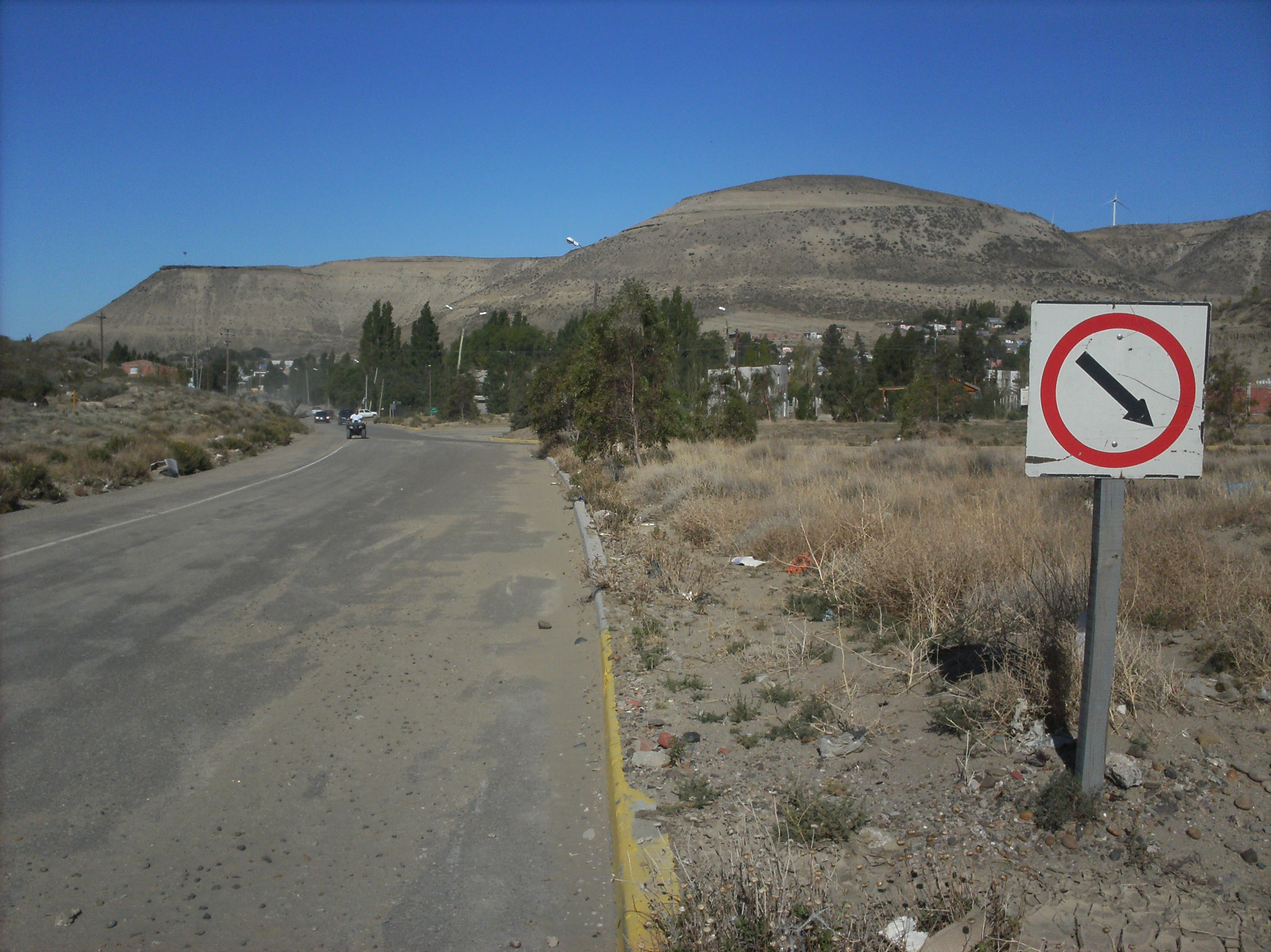
El barrio desde el oeste.
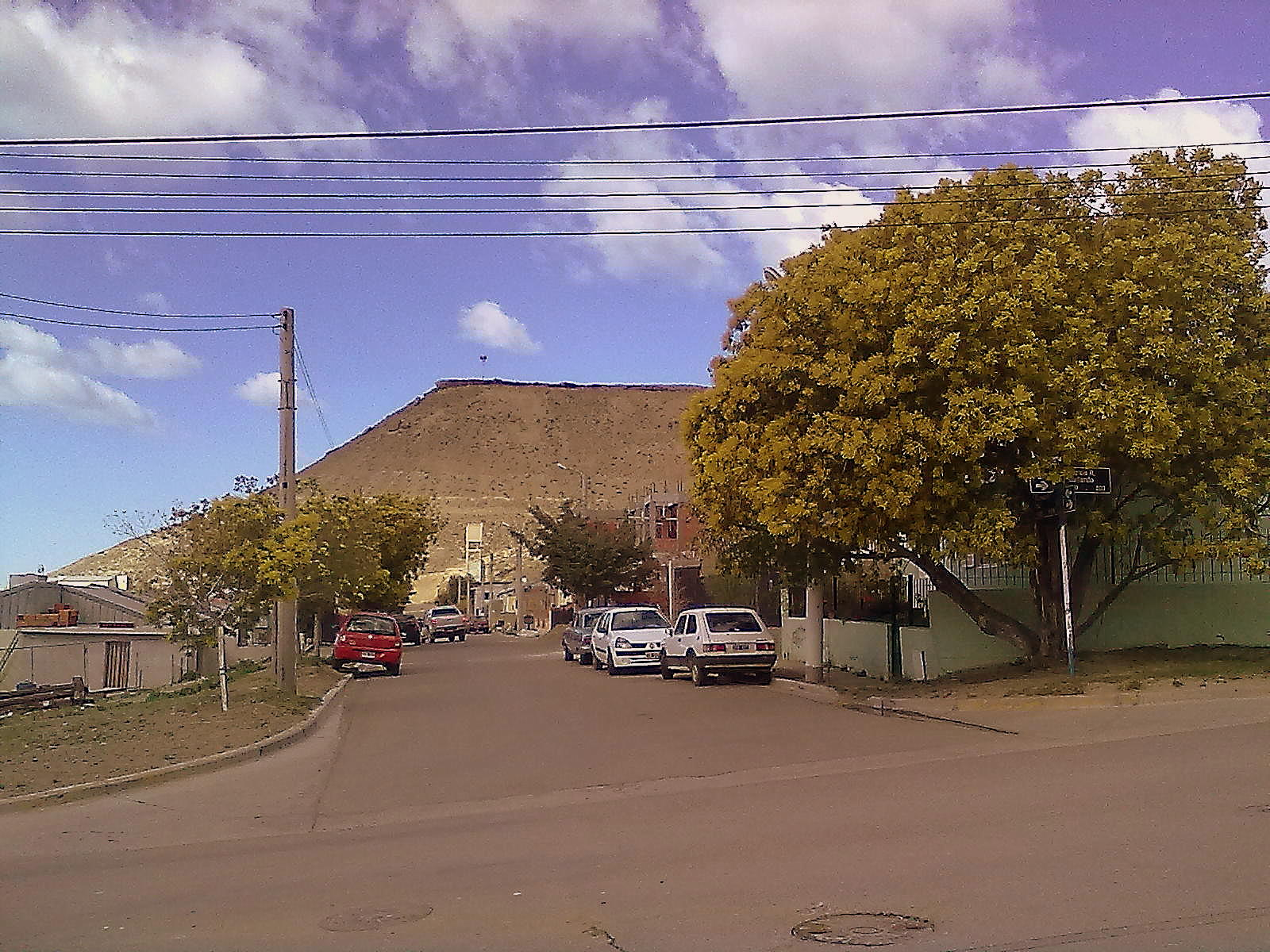
Vista de Saavedra con el Cerro Viteau de fondo.
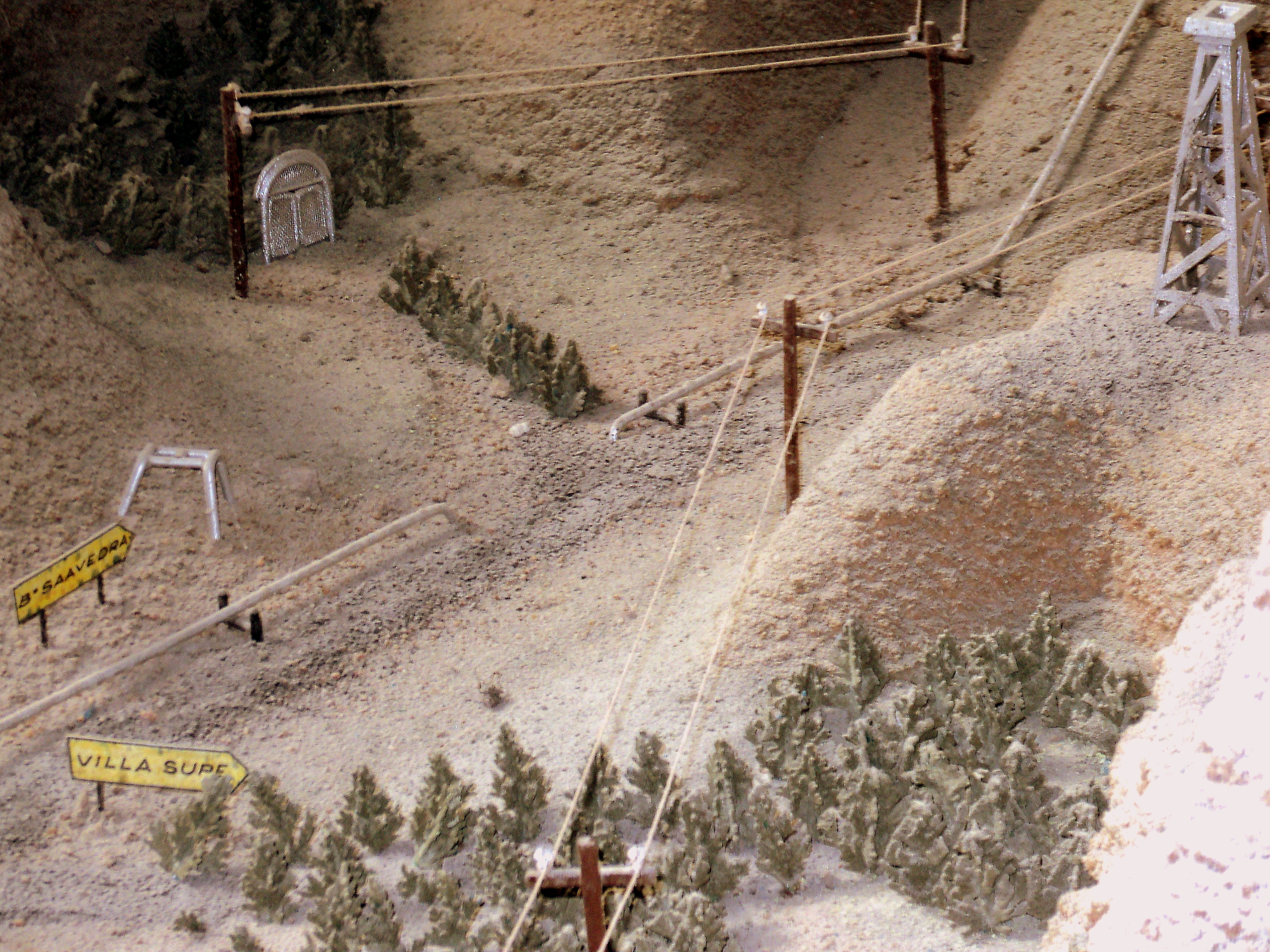
Maqueta de Villa SUPE que la ubica próxima a Saavedra, ambas bien forestadas.
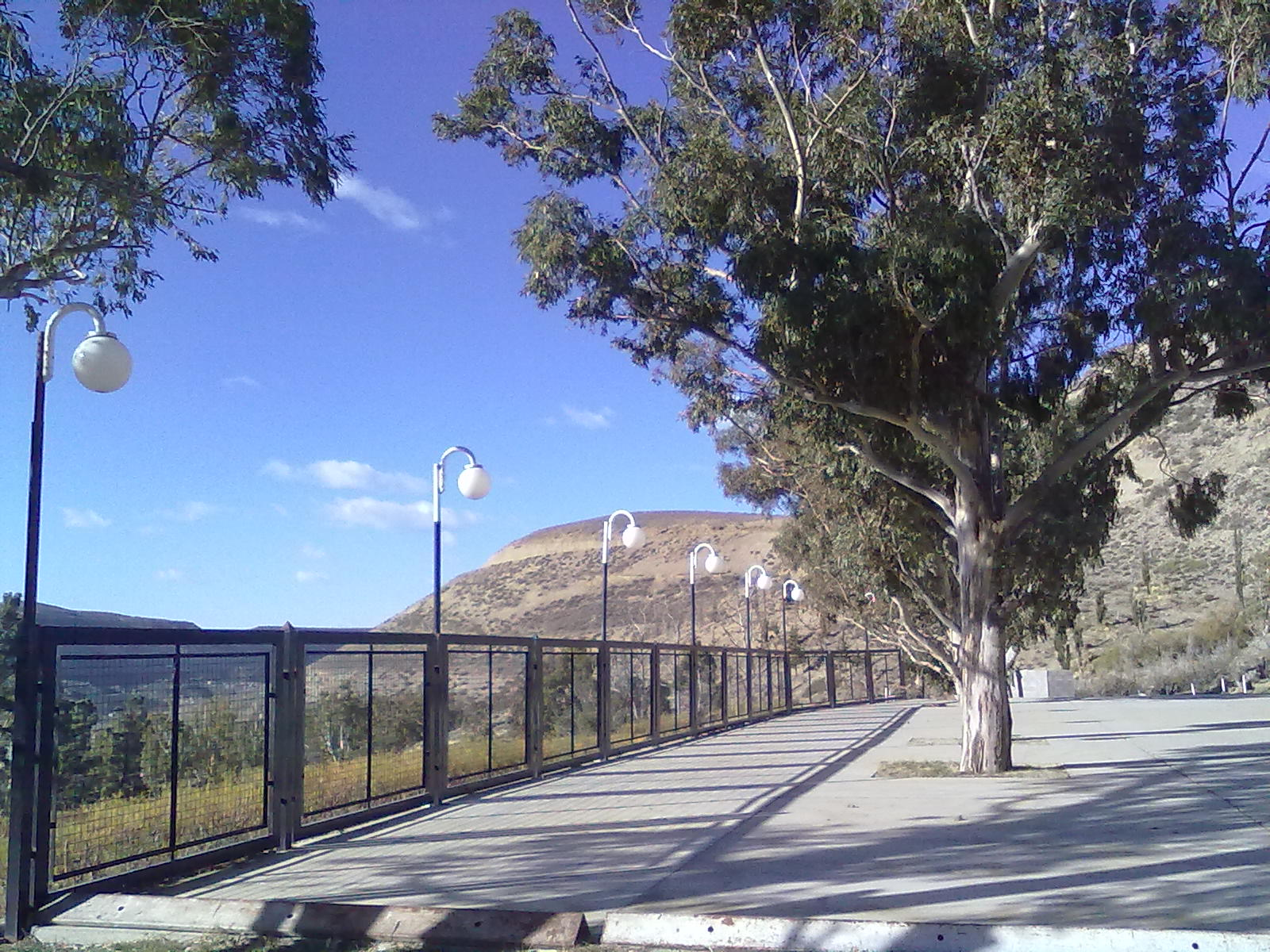
Vista desde el parque Saavedra hacia Saavedra. El parque esta mucho más elevado que el barrio sobre el nivel del mar.
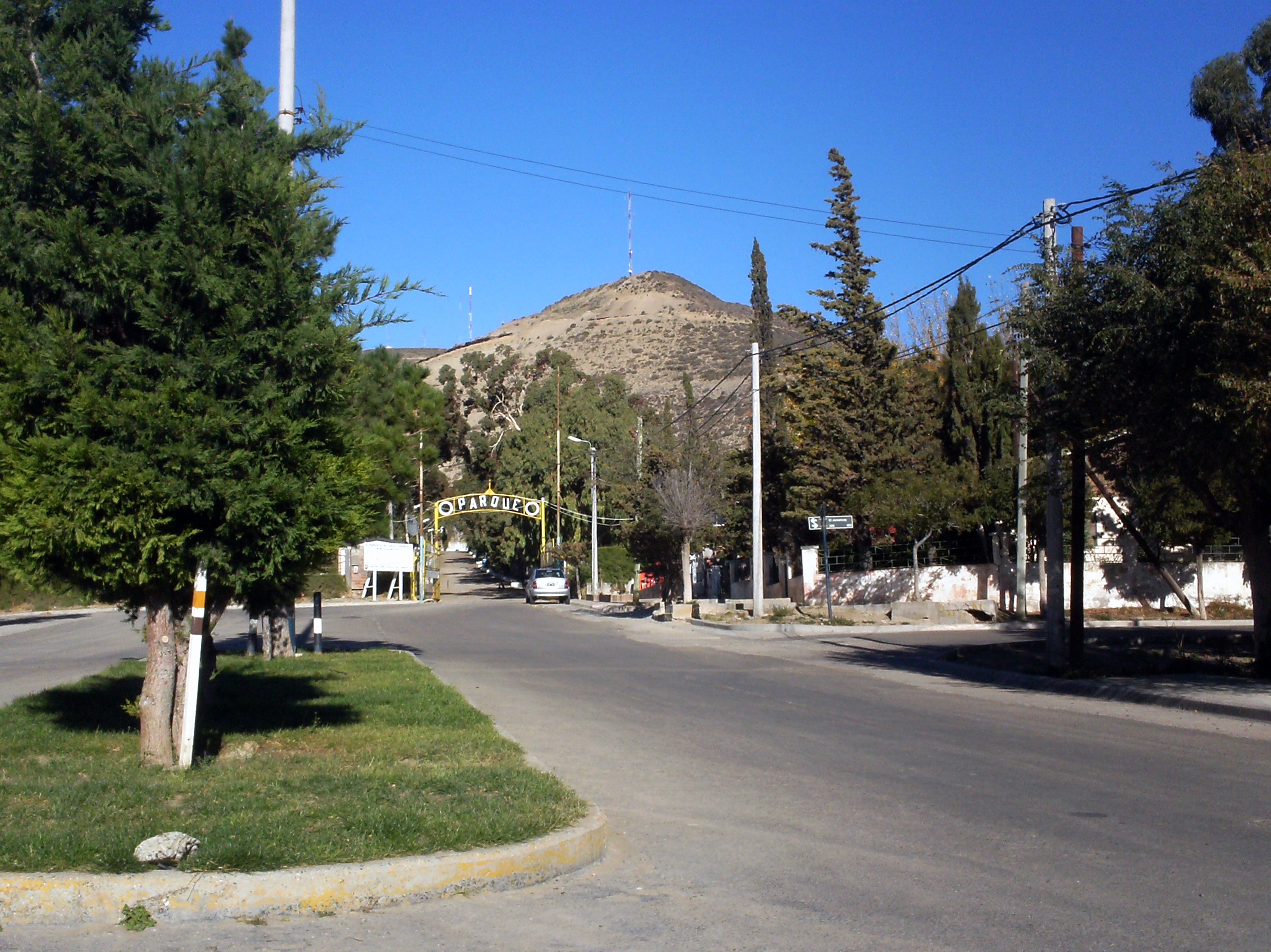
Vista de la entrada la parque Saavedra con sus portones clásicos intactos.
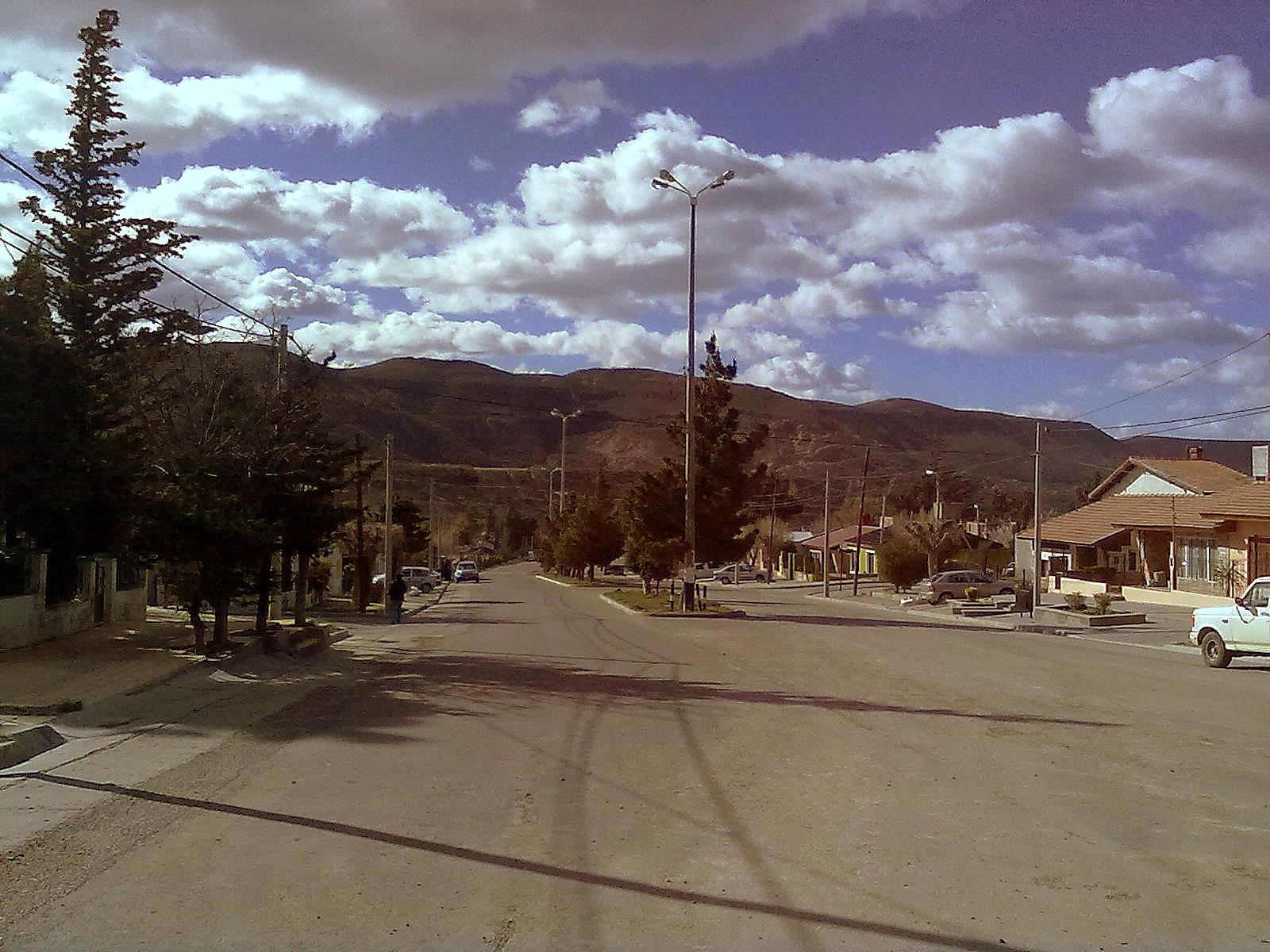
La arteria principal de Saavedra.
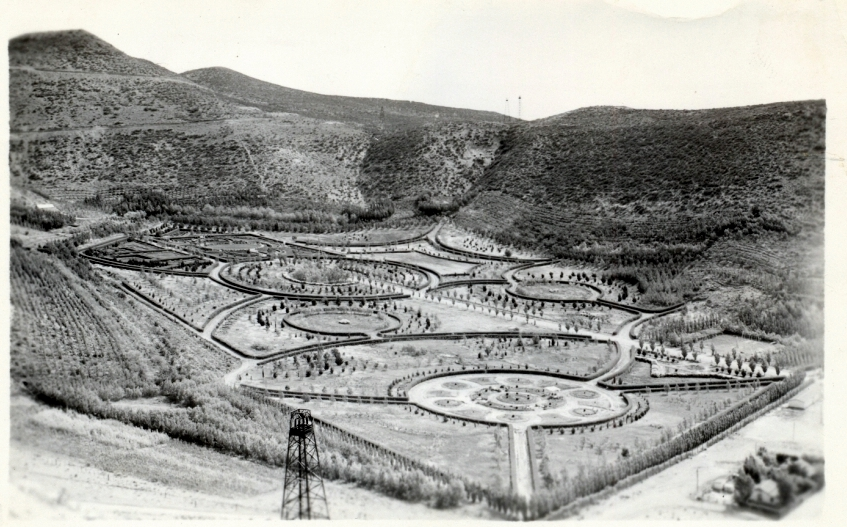
Vista campamento central en sus. comienzos